# Soudjârê Montouhotep
Soudjârê Montouhotep V ou VI est un souverain égyptien de la Deuxième Période intermédiaire.

## Attestations
Soudjârê Montouhotep est un roi mal attesté. Malheureusement, le Canon royal de Turin est gravement endommagé après la ligne de Merkaourê Sobekhotep et il est impossible de déterminer l'identité et l'ordre chronologique des derniers rois de la XIIIe dynastie à partir de ce document. Selon Nobert Dautzenberg et Ryholt, le prénom Soudjârê de Montouhotep serait néanmoins partiellement conservé sur la colonne 8, ligne 20 du papyrus, où l'on peut lire [...]dj[arê],.
La seule attestation contemporaine que l'on puisse attribuer sans risque à Soudjârê Montouhotep est un fragment unique d'un relief montrant ses cartouches, qui a été trouvé dans les ruines du temple mortuaire de Montouhotep II lors des fouilles d'Édouard Naville au début du XXe siècle.
Une autre attestation possible de Soudjârê Montouhotep est donnée par un fragment de sarcophage en bois, aujourd'hui au British Museum sous le numéro de catalogue BM EA 29997. Le cercueil porte le texte suivant : « Le Patricien, Représentant royal, Fils aîné du Roi, le Commandant en chef Herounefer, Juste des voix, qui a été engendré par le roi Montouhotep, Juste des voix, et porté par la reine Satmout, Juste des voix ».
Le nom de Nesout-bity du roi Montouhotep a disparu et l'identification de ce Montouhotep reste problématique. Kim Ryholt note cependant que le sarcophage porte également une version antérieure de passages du Livre des morts, qui est l'une des deux seules inscriptions pré-Nouvel Empire de ce texte. Ainsi, Ryholt soutient que ce Montouhotep doit avoir régné à la fin de la Deuxième Période intermédiaire. Ainsi, deux rois pourraient être mentionnés sur le sarcophage : Merânkhrê Montouhotep et Soudjârê Montouhotep. Pour trancher entre ces deux rois, Ryholt note que l'autre version pré-Nouvel Empire du Livre des morts se trouve sur le sarcophage de la reine Montouhotep, épouse de Sekhemrê-Sementaouy Djehouty, roi de la XVIe dynastie. Dans ce cas, le texte est presque identique à celui trouvé sur le sarcophage de Herounefer, ce qui plaide en faveur d'une proximité temporelle entre les deux. Alors que Soudjârê Montouhotep a régné environ dix ans avant Sekhemrê-Sementaouy Djehouty, Merânkhrê Montouhotep aurait régné soixante ans après lui. Ryholt conclut donc que [Soudjârê Montouhotep est le Montouhotep du sarcophage, Satmout sa reine et Herounefer son fils. Cette identification est cependant loin d'être certaine, et Aidan Mark Dodson et Dyan Hilton ont plutôt daté le sarcophage de la fin de la XVIe dynastie, donnant ainsi Herounefer comme fils de Merânkhrê Montouhotep et Satmout comme épouse.

## Position chronologique
Ryholt voit en Soudjârê Montouhotep un roi de la XIIIe dynastie, proche successeur de Merkarê, et le nomme Montouhotep V (Merânkhrê Montouhotep, placé dans la XVIe dynastie, étant numéroté Montouhotep VI) tandis que Siesse voit en lui un roi de la XVIe dynastie, le nommant Montouhotep VI (Merânkhrê Montouhotep, placé dans la XIIIe dynastie, étant numéroté Montouhotep V).